# Mansa singularis
Mansa singularis là một loài tò vò trong họ Ichneumonidae.